# مقاطعة سويتواتر (وايومنغ)
مقاطعة سويتواتر (بالإنجليزية: Sweetwater County)‏ هي إحدى مقاطعات ولاية وايومنغ في الولايات المتحدة الأمريكية.